# 君尊結構
君尊結構（英語：/ˈkaɪriɑːrki/），或翻作君權結構，在女性主义中，是指一组围绕著等級序列、壓迫和服從而建立的社會體系。1992年，女性主義神學家伊麗莎白·舒士拿·費奧倫查在《但是她說》中創造此術語，描述一套的相互關聯、相互作用和自我延伸的統治服從系統。在君尊結構中，一個人可能在某些關係中受到壓迫，而在另一些關係中則享有特权。君尊結構是父权制在性别之外的交叉性延伸。  不同於父權制關注性別間的支配與被支配，君尊結構關注等級間的權力支配與操控。君尊結構包括性別歧視、殘障歧視、年龄歧視、階級歧視、物种歧視、恐同、恐跨、仇犹、仇视伊斯兰、仇外、反天主教、种族主义、殖民主义、军国主义、民族中心主义 、分配不正義、监狱工业综合体和其他形式的等级制度。君尊結構，內部化和制度化個人或群體對另一個人或群體的從屬關係。